# Corpusty
Corpusty est un village du Norfolk, en Angleterre.